# Wielkie Gowino
Wielkie Gowino [pronunciación en polaco: /ˈvjɛlkʲɛ ɡɔˈvinɔ/] (en casubio: Wiôlgé Gòwino) es un pueblo ubicado en el distrito administrativo de Gmina Wejherowo, dentro del Condado de Wejherowo, Voivodato de Pomerania, en Polonia del norte. Se encuentra aproximadamente a 5 kilómetros al suroeste de Wejherowo y a 37 kilómetros al noroeste de la capital regional Gdańsk.
Para detalles de la historia de la región, véase Historia de Pomerania.
El pueblo tiene una población de 708 habitantes.